# جبهه شرقی (جنگ جهانی دوم)
جبهه شرقی جنگ جهانی دوم یکی از جبهه‌های جنگ جهانی دوم بین قدرت‌های محور اروپایی و همرزمش فنلاند علیه اتحاد جماهیر شوروی سوسیالیستی، لهستان، نروژ و دیگر نیروهای متفقین بود که اروپای شمالی، اروپای جنوبی و اروپای مرکزی و شرقی را از ۲۲ ژوئن ۱۹۴۱ تا ۹ مه ۱۹۴۵ در بر می‌گرفت. این جنگ در اتحاد شوروی سابق جنگ کبیر میهنی، (روسی: Великая Отечественная Война) و در آلمان کارزار شرق (آلمانی: der Ostfeldzug) یا کارزار روسی (آلمانی: der Rußlandfeldzug) خوانده می‌شد.

## پیش‌زمینه

### سابقه تقابل

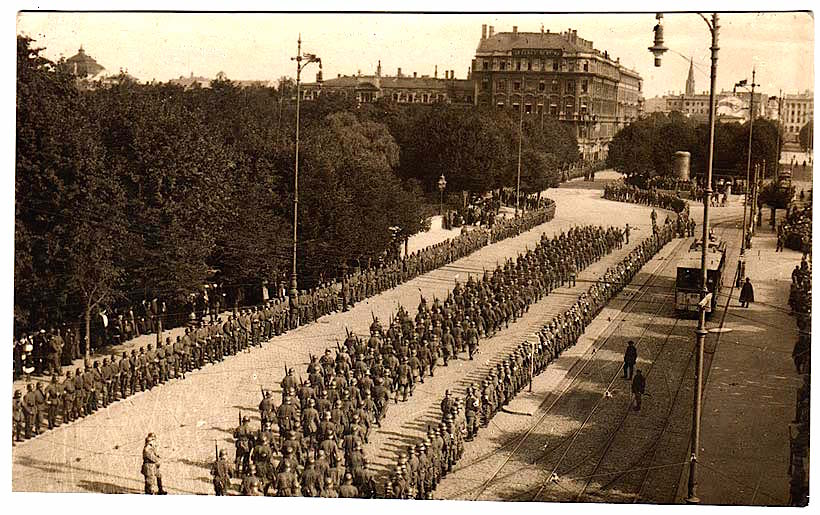
ورود نیروهای آلمانی در در ۳ سپتامبر ۱۹۱۷، به ریگا در شمال غربی امپراتوری روسیه. ریگا در جریان جنگ جهانی اول و در پی شکست و عقب‌نشینی نیروهای روسی در نبرد ژوگلا مدت کوتاهی به تصرف آلمان درآمد.

دولت‌های حاکم بر آلمان و روسیه، بدون توجه به ایدئولوژی مسلط بر آن‌ها، با سیاست امپریالیستی و توسعه‌طلبانه از دیرباز با یکدیگر در تصادم بودند. از این رو، پایان شرایط صلح آمیز اوایل سده بیستم، مستعد یک جرقه بود. این جرقه با آغاز جنگ جهانی اول زده شد. با آغاز این جنگ، امپراتوری آلمان شکست امپراتوری روسیه را اولویت نخست خود قرار داد و در نهایت موفق به حصول آن شد که با امضای پیمان برست–لیتوفسک آلمان را برای مدت کوتاهی به اهداف سرزمینی خود در شرق نائل آورد.

### روابط آلمان و شوروی
پس از پایان جنگ جهانی اول، با روی کار آمدن کمونیست‌ها در روسیه، اتحاد جماهیر شوروی سوسیالیستی نیز همان سیاست توسعه‌طلبانه پیشین را اتخاذ کرد. در نخستین دهه از حاکمیت کمونیست‌ها، این کشور در تلاش بود ایده «انقلاب بلشویکی» خود را به سرتاسر جهان از جمله آلمان صادر کند. با یک وقفه چند ساله در میانه دهه ۱۹۲۰، رهبران شوروی برای مدتی با تغییر سیاست پیشین و توجه بیشتر به مسائل داخلی، سعی داشتند برای پدیدآوری فضایی جهت هم‌زیستی با سایر کشورها، با تحریک هم‌فکران و جمعیت طبقه کارگر در سایر کشورهای غربی با میل کمتری برای صدور انقلاب صرفاً آن‌ها را سرگرم خود نگاه دارند تا تهدیدی از جانب آن‌ها متوجه شوروی نباشد. در همین زمان، آلمان و شوروی دو پیمان راپالو در سال ۱۹۲۲ و دوم برلین در سال ۱۹۲۶ را با یکدیگر منعقد کردند. آلمان و شوروی همچنین از میانه دهه ۱۹۲۰ جهت توسعه مبانی نظری و رشد ظرفیت تهجیزات نظامی خود همکاری‌های سری صورت دادند. در همین جهت با تأمین مالی و فنی آلمان یک دانشکده تانک در کازان و یک دانشکده هواگرد در لیپتسک شوروی تأسیس شد تا آلمان بتواند ضمن دور زدن محدودیت‌های پیمان ورسای، فرصتی جهت بازسازی توان نظامی خود بیاید. شوروی در جهت دستیابی به فناوری‌های روز و استفاده از دانش آلمانی‌ها در این زمینه، مشتاقانه فضای لازم بدین منظور را فراهم آورد. هر دو طرف با دستیابی به مقدار زیادی دانش نظری و عملی، منفعت بالایی از این همکاری حاصل کردند و به کمک تجربیات کسب‌شده، در آینده نزدیک به قدرت‌های برتر در زمینه جنگ‌افزارهای زرهی و هوایی بدل شدند.
با این وجود، روابط دو طرف بر اثر واگرایی نظام‌های اجتماعی و سیاسی آن‌ها به سرعت به سمت تضاد کشیده شد و پایدار باقی ماند. نخستین گام‌ها در مسیر تقویت خصومت بین طرفین توسط شوروی برداشته شد. اعلان بی‌پرده عدم پایبندی به هنجارهای بین‌المللی و تعهدات اخلاقی در جهت رسیدن به سلطه جهانی و به پا کردن جنگ طبقاتی توسط شوروی و ترویج عقاید نیهیلیستی توسط آن موجب بهره‌گیری حاکمان آلمان در بدبین ساختن اذهان علیه طرف مقابل گشت. با به قدرت رسیدن آدولف هیتلر در سال ۱۹۳۳ تنش در روابط دو کشور شتاب گرفت. سرکوب کمونیست‌ها در آلمان، انتشار نسخه دوم کتاب نبرد من که در آن هیتلر خواهان توسعه آلمان به جانب شرق شده بود و برابر تلقی کردن کمونیست‌ها با یهودیان، همه در این مسئله نقش آفرین بودند. اختلافات ایدئولوژیک، با جانبداری از دو جبهه مخالف، حتی موجب تقابل عیان نظامی بین آلمان و شوروی در جنگ داخلی اسپانیا در سال ۱۹۳۶ شد.

### پیمان مولوتوف–ریبنتروپ

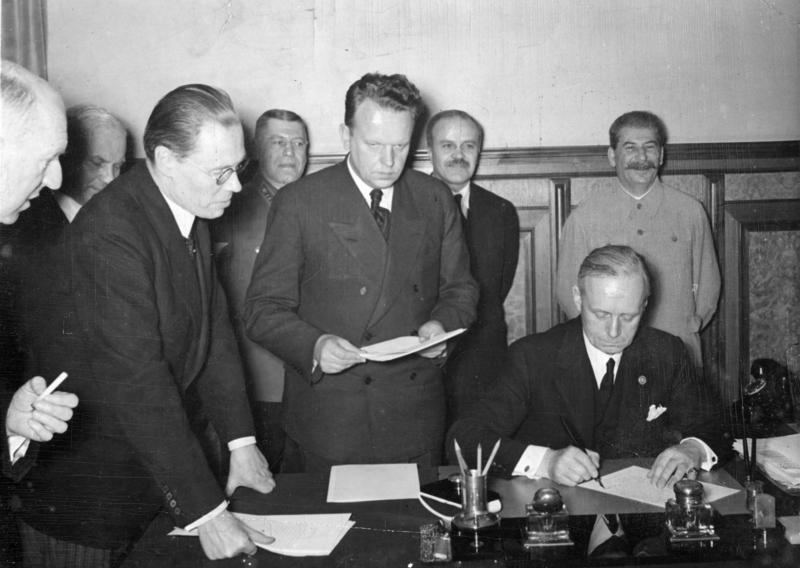
یوآخیم فن یبنتروپ، وزیر خارجه آلمان در ۲۳ اوت ۱۹۳۹ در حال امضای پیمان عدم تجاوز با شوروی، ژوزف استالین و ویاچسلاو مولوتف، وزیر خارجه شوروی در پشت ایستاده‌اند

به هر صورت با پیش‌گرفته‌شدن سیاست مماشات توسط قدرت‌های غربی در قبال آلمان، شوروی در نهایت وادار شد با آلمان وارد معامله شود. با مشاهده باز گذاشته شدن دست آلمان در سلطه بر چکسلواکی و عدم دعوت از شوروی به کنفرانس مونیخ در سال ۱۹۳۸ و با تصور این که لهستان در همسایگی شوروی نیز رها خواهد شد تا به سلطه آلمان درآید، شوروی به تلاش بریتانیا و فرانسه برای دفع خطر آلمان از خود و تشویق آن به توسعه به سمت شرق، مظنون شده و حتی نگران بود در نهایت آلمان و بریتانیا با هم‌دستی یکدیگر جنگی علیه شوروی کمونیست به پا کنند. در طرف دیگر، تضمین استقلال لهستان توسط بریتانیا، جایگاه آلمان در اروپا را به چالش کشید. همین موضوع محرکی برای آلمان جهت خنثی‌سازی تهدید شوروی با رسیدن به توافق با آن، برای اجتناب از گرفتاری در جنگ دو جبهه‌ای شد.
مذاکرات بین طرفین از ماه آوریل سال ۱۹۳۹ آغاز و توافق در کلیات روابط اقتصادی تا ماه ژوئیه حاصل شد. روز ۱۹ اوت ویاچسلاو مولوتف، وزیر خارجه شوروی پیش‌نویس پیمان عدم تجاوز مورد نظر شوروی را به سفیر آلمان ارائه نمود. روز ۲۳ ماه اوت، یواخیم فن ریبنتروپ، وزیرخارجه آلمان وارد مسکو شد و با ژوزف استالین، رهبر شوروی و مولوتف دیدار کرد. توافق نهایی در طی چند ساعت حاصل گردید و روز بعد یعنی ۲۴ ماه اوت سال ۱۹۳۹ به امضا رسید و همان روز علنی گشت. امضای این پیمان که به پیمان مولوتوف–ریبنتروپ معروف شد، ناظران بین‌المللی را به تحیر انداخت. پیمانی که با وجود امیال متفاوت منعقد کنندگان آن، با پروتکل‌های مخفی علاوه‌بر لهستان، بخش‌های دیگر شرق اروپا از جمله کشورهای حوزه دریای بالتیک، رومانی و فنلاند را نیز بین دو طرف تقسیم کرد و به آلمان امکان داد بدون نگرانی از جناح شرقی، به لهستان و سپس فرانسه حمله کند. در طرف مقابل، شوروی که این پیمان را گونه‌ای موفقیت در اتخاذ بی‌طرفی تام به جای جانب‌داری از آلمان می‌دانست، آن را فراهم کننده فضای تنفس در شرایط سلطه آلمان بر اروپا و فرصتی کافی جهت تقویت بنیه نظامی خود می‌دید. به هر حال هر دو طرف کاملاً آگاه بودند که این توافق چیزی بیش از یک پیوند موقت تا زمانی که منافع آن‌ها را تأمین می‌کند، نیست و شکی وجود نداشت که آلمان در اولین فرصت برای «نابودی روسیه بلشویکی» چرخشی ضد طرف مقابل خواهد داشت. هیتلر این کنار آمدن با شوروی را ضرورتی ناخوشایند می‌پنداشت که با همراهی بخت با آلمان، مدت زیادی دوام نخواهد آورد.
این پیمان همچنین موجب همکاری‌های پراهمیت اقتصادی بین دو کشور گردید. آلمان قصد داشت از شوروی به عنوان منبع تدارکات جنگی استفاده نماید. از این رو روز ۱۱ فوریه سال ۱۹۴۰ یک توافقنامه اقتصادی بین دو کشور منعقد شد. محموله‌های ارسالی توسط شوروی از اهمیت تعیین‌کننده‌ای در امور جنگی آلمان برخوردار بود.

### شرایط شوروی پیش از آغاز تهاجم آلمان
اوایل سال ۱۹۴۱، شوروی در صحنه روابط بین‌المللی شرایط به شدت ضعیفی داشت؛ به طوری که در قیاس با امپراتوری روسیه در سال ۱۹۱۴، در وضعیت بدتری در مواجهه با آلمان قرار گرفته بود. این کشور توسط حلقه‌ای از دشمنان از امپراتوری ژاپن در شرق گرفته تا رومانی و فنلاند در غرب، احاطه شده و متحد چندان بااهمیتی نداشت. دشمنی شوروی و امپراتوری ژاپن به اندازه عمیق بود که با وجود تهدید در مرزهای غربی، ارتش سرخ وادار گشته بود قریب به ۱٫۵ میلیون نفر از نیروهای خود را در خاور دور نگاه دارد. درحالیکه پس از آغاز جنگ جهانی دوم، در طرف مقابل، آلمان با سلطه بر بیشتر اروپا از طریق جنگ‌های مختصری که زیرساخت‌ها و جمعیت آن را دست نخورده باقی گذاشته بود، کاملاً در موضعی برتر قرار داشت. آلمان عملاً شوروی را منزوی ساخته و ائتلافی از کشورهای اروپایی علیه آن تشکیل داده بود. در این شرایط با وجود این که برنامه‌های رژیم کمونیستی موجب ارتقا زیادی در مدرن‌سازی اقتصاد شوروی شده بود، اقدامات این رژیم همچون فجایع به‌پا شده در اوکراین و سایر نقاط که به مرگ ۱۰ تا ۱۵ میلیون نفر در اثر قحطی، کار اجباری و اعدام انجامیده بود، باعث تضعیف حاکمیت و فراهم آمدن وضعیت مستعد تهاجم خارجی گشت. بسیاری از شهروندان شوروی از حکومت این کشور تنفر داشتند و تقریباً از هر گونه جایگزینی به عنوان ناجی استقبال می‌کردند.

## برای مطالعهٔ بیشتر
- Bellamy, Chris Absolute War: Soviet Russia in the Second World War. Macmillan, 2007. ISBN 978-0-375-41086-4
- Anderson, Dunkan, et al. ISBN 0-7603-0923-X&id=iHh4Z0Cps08C&pg=PP1&lpg=PP1&dq=076030923X&sig=bxdcoaGKpklOS1hywSwpOvq7l4I The Eastern Front: Barbarossa, Stalingrad, Kursk and Berlin (Campaigns of World War II). London: Amber Books Ltd. , 2001. ISBN 0-7603-0923-X.
- Beevor, Antony. Stalingrad: The Fateful Siege: 1942–1943. New York: Penguin Books, 1998. ISBN 0-14-028458-3.
- Beevor, Antony. Berlin: The Downfall 1945. New York: Penguin Books, 2002, ISBN 0-670-88695-5
- Beevor, Antony. Berlin: The Downfall 1945. New York: Penguin Books, 2004. ISBN 0-14-101747-3.
- Erickson, John. The Road to Stalingrad.Stalin's War against Germany. New York: Orion Publishing Group, 2007. ISBN 0-304-36541-6.
- Erickson, John. The Road to Berlin.Stalin's War against Germany'. New York: Orion Publishing Group, Ltd. , 2007. ISBN 978-0-304-36540-1.
- Erickson, John, and David Dilks. Barbarossa, the Axis and the Allies. Edinburgh: Edinburgh University Press, 1995. ISBN 0-7486-0504-5.
- Glantz, David, and Jonathan M. House. When Titans Clashed: How the Red Army stopped Hitler. Lawrence, Kansas: University Press of Kansas, Reprint edition, 1998. ISBN 0-7006-0899-0.
- Glantz, David, The Soviet‐German War 1941–45: Myths and Realities: A Survey Essay.
- هاینتس گودریان. Panzer Leader, Da Capo Press Reissue edition. New York: Da Capo Press, 2001. ISBN 0-306-81101-4.
- Hastings, Max. Armageddon: The Battle for Germany, 1944–1945. Vintage Books USA, 2005. ISBN 0-375-71422-7
- International Military Tribunal at Nurnberg, Germany. Nazi Conspiracy and Aggression, Supplement A, USGPO, 1947.
- دیوید ایروینگ. Hitler's War, Reissue edition. Avon Books, 1990. ISBN 0-380-75806-7.
- Krivosheev, Grigoriy Soviet Casualties and Combat Losses in the Twentieth Century, Greenhill Books,1997 ISBN 1-85367-280-7
- Liddell Hart, B.H. History of the Second World War. United States of America: Da Capo Press, 1999. ISBN 0-306-80912-5.
- Lubbeck, William and David B. Hurt. At Leningrad's Gates: The Story of a Soldier with Army Group North, Philadelphia: Casemate, 2006. ISBN 1-932033-55-6.
- Mawdsley, Evan Thunder in the East: the Nazi–Soviet War, 1941–1945. London 2005. ISBN 0-340-80808-X.
- Müller, Rolf-Dieter and Gerd R. Ueberschär. Hitler's War in the East, 1941–1945: A Critical Assessment. Berghahn Books, 1997. ISBN 1-57181-068-4.
- Overy, Richard. Russia's War: A History of the Soviet Effort: 1941–1945, New Edition. New York: Penguin Books Ltd. , 1998. ISBN 0-14-027169-4.
- Schofield, Carey, ed. Russian at War, 1941-1945. Text by Georgii Drozdov and Evgenii Ryabko, [with] introd. by Vladimir Karpov [and] pref. by Harrison E. Salisbury, ed. by Carey Schofield. New York: Vendome Press, 1987. 256 p. , copiously ill. with b&2 photos and occasional maps. N.B. : This is mostly a photo-history, with connecting texts.
- Seaton, Albert. The Russo-German War, 1941–1945, Reprint edition. Presidio Press, 1993. ISBN 0-89141-491-6.
- ویلیام شایرر. (1960). The Rise and Fall of the Third Reich: A History of Nazi Germany New York: Simon & Schuster.
- Winterbotham, F.W. The Ultra Secret, New Edition. Orion Publishing Group Ltd. , 2000. ISBN 0-7528-3751-6.
- Ziemke, Earl F. Battle For Berlin: End Of The Third Reich, NY:Ballantine Books, London:Macdomald & Co, 1969.
- Ziemke, Earl F. The U.S. Army in the occupation of Germany 1944–1946, USGPO, 1975